# Лысенина, Раиса Алексеевна
Раи́са Алексе́евна Лысе́нина (род. 1955) — советский и российский художник и скульптор. Член Союза художников СССР (с 1990). Почётный член РАХ (2012). Заслуженный художник Российской Федерации (2004), Почётный гражданин города Рязани (2022), Президент Фонда «Творческое достояние» (2004), член Совета творческих союзов при министерстве культуры Рязанской области.

## Биография
Родилась 19 ноября 1955 года в Рязани.
С 1971 по 1975 год обучалась в Абрамцевском художественно-промышленном училище. С 1982 по 1987 год обучалась в Ленинградском высшем художественно-промышленным училище имени В. И. Мухиной у такого педагога как
А. Г. Дёма.
Наиболее известные художественно-скульптурные произведения Р. А. Лысениной: «Поцелуй Иуды» (2000), «Вербное Воскресенье» и «Беслан без слов» (2006), Поклонный крест на некрополе Казанского женского монастыря (2010), Святой Пётр и Феврония и «Противостояние» (2015), «На деревенском огороде. Листья хрена» (2016), бюсты генерал майору Захару Георгиевичу Травкину и Ивану Петровичу Павлову (2019), барельефа «Ю. А. Гагарин» (Брессюир, Франция), памятник 60-летию освобождения города Скопина от фашистских оккупантов, многочисленных декоративных скульптур в Уфе, Азове, Рязани, Казани, Брессюире (Франция), Сеговии (Испания), Вейпетри (Чехия). С 1975 года Р. А. Лысенина была участником всероссийских, зарубежных и с 1987 года — персональных выставок. Художественные произведения Р. А. Лысениной находятся в музеях России, в том числе в Государственном музее заповеднике С. А. Есенина, Рязанском государственном областном художественном музее имени И. П. Пожалостина, Башкирском государственном художественном музее имени В. М. Нестерова, Белгородском областном художественном музее музее-заповеднике «Абрамцево», Оренбургском областном художественном музее, Музее-усадьбы Ф. И. Тютчева, Государственном музее-усадьбе «Остафьево».
С 1990 года Р. А. Лысенина была избрана членом Союза художников СССР. В 2012 году ей было присвоено почётное звание — Почётный член РАХ.
18 ноября 2004 года Указом Президента России «За заслуги в области искусства» Р. А. Лысениной было присвоено почётное звание Заслуженный художник Российской Федерации.

Двадцать с лишним лет Раиса Лысенина посвятила станковой и монументально-декоративной скульптуре. В своем творчестве она использует разный материал: дерево, камень, керамику, бронзу. Избегая сюжетной занимательности, успешно работает в мелкой пластике и монументальной скульптуре, тонко чувствует особенности натурного этюда и формально декоративной композиции. Одно из главных мест в творчестве скульптора занимает тема театра. Театральные истоки прослеживаются в многочисленных композициях, изображающих птиц, рыб, домашних животных, словно наделенных людскими характерами и говорящих человечьими голосами. Тема театра имеет широкий диапазон. Это и величественные образы, навеянные античностью, и образ театральной куклы, и изображения актеров в масках, в которых причудливо переплетено серьезное и комическое, реальность и вымысел

## Фонд «Творческое достояние»
НКО Фонд «Творческое достояние» организована по инициативе творческой интеллигенции Раисой Лысениной в 2004 году. С начала основания Фонда она является его Президентом. В задачи Фонда входит сохранение и популяризация наследия ушедших из жизни художников рязанского региона; работа с наследниками, творческими архивами; организация конференций, концертов, фестивалей, встреч, вечеров памяти; издание буклетов, каталогов, книг. Каждый год в Рязани и других регионах страны проводятся выставки из его архивов.

## Награды
- Заслуженный художник Российской Федерации (2004)[6]